# Bulăiești, Orhei
Bulăiești este un sat din raionul Orhei, Republica Moldova.

## Istorie
Satul Bulăiești a fost atestat documentar pentru prima dată în anul 1558:
„Un suret de pe un ispisoc, tălmăcit, de la răposatul domn Alexandru vodă, din anul 7066 <1558> iunie 20, că au dat și au miluit pe sluga domniei sale, Vasile Drăghici vătav, cu un heleșteu pe vale Porosăcicăi, ce se numește acum Drâghiniciul, carele heleșteu au fost Porosăcica și cu loc de cositură, pe două vâlcele, din sus de obârșiile acelui numit heleșteu, până la hotarul Bulăeștilor și până în Fântâna Sălcii și pe matca Porosăcicăi și până în gura văii Rubleanca și până la fantâna Rubleanca și cu alt heleșteu acolo; și pe hotarul Ciohorănilor, peste hotarul Movilei Domnești, până la obârșiile acelui numit mai sus heleșteu.”
În 1609 Constantin Movilă voievod al Țării Moldovei întărește uric lui Dumitrache Chiriță mare postelnic mai multe sate din ținuturile Lăpușna, Soroca, Fălciu, Iași, inclusiv și satul Bulăiești din ținutul Orhei.
1922 - Cercul 2, județul Orhei. Biserica Sf. Gheorghe, zidită la 1825, din piatră, în formă de corabie, de proprietarul Gurevoi, 358 gospodării de naționalitate ucraineni, este casă pentru preot. Paroh preot Vsevolod Humă, de 32 ani, abs. sem. teol.; în serv. de la 1915; pe loc de la 1919. Cântăreț Dionisie Brașovanu, de 56 ani; abs. șc. medie; în serv. de la 1895; pe loc de la 1908. Oficiul Susleni - 6km; gara Chișinău - 61 km. Depărtare de Orhei - 18 km. Comuna apropiată Mârzaci - 4 km
1923 - 450 clădiri la care se adaugă 5 nelocuite. Locuitori: 861 bărbați și 929 femei, total - 1790. O gospodărie boierească, cooperativă de consum (1918), 6 mori de vânt. Școală primară mixtă, biserică ortodoxă, poștă rurală, primărie, post de jandarmi, 4 cârciumi, distanța până la gara Chișinău - 60 km.
1924 - Plasa Chiperceni, județul Orhei. Locuitori: 1872. Distanța până la gara Chișinău - 60 km. Primar: Tureac Mihail; Notar: Palaiciuc Isidor; Învățătoare: Glava Paraschiva; Preot Paroh: Huma Vsevolod. Cârciumari: Goraș Rodion, Flițian Iancu, Leșanu Gheorghe, Savciuc Ștefan; Mori: Șvarțburg Ilie; Ulei (teascuri): Chișlari Pavel, Mărlânic Teodor.
1928 - Comună rurală în județul Orhei. Locuitori: 2003. Băcănii: Flițean Moșco, Lișanu Gheorghe, Cornigruță Axentie, Moșninschi Grigore, Șirocovici Moșco, Zaharia Ioan. Bănci: Ajutorul; Banca Populară. Cârciumari: Flițean Iancu, Goroș Eufimia. Cizmari: Ciubotaru Gavril, Ciubotaru Vasile. Cooperative: Cooperativa Agricolă ,,Albina''. Croitori: Pletoș Moișe, Palaiciuc Alexe. Dogari: Bilinschi Alexandru, Chislar Andrei, Romanciuc Gheorghe, Rumac M. Fierari: Chislar Gheorghe, Duminic Samoil, Rusnac Grigore, Scripnic Ștefan. Frânghieri: Țurcan Ștefan. Mașini de treerat: Scripnic Rodion. Mori: Goroș Ion. Rotari: Munteanu Andrei.

## Administrație și politică
Componența Consiliului local Bulăiești (9 consilieri), ales la 5 noiembrie 2023, este următoarea:
|  | Partid                                        | Consilieri | Componență | Componență | Componență | Componență |
|  | --------------------------------------------- | ---------- | ---------- | ---------- | ---------- | ---------- |
|  | Partidul Dezvoltării și Consolidării Moldovei | 4          |            |            |            |            |
|  | Partidul Socialiștilor din Republica Moldova  | 4          |            |            |            |            |
|  | Partidul Acțiune și Solidaritate              | 1          |            |            |            |            |